# Yu (flod)
 For alternative betydninger, se Yu. (Se også artikler, som begynder med Yu)
Floden Yu  (郁江 or 鬱江) (kaldes også Siang-floden) er en flod i det sydlige Kina. Den kommer fra de to floder Zuo  (左江) og You  (右江). You løber hovedsagelig mod sydøst fra sit udspring ved Bose i Guangxi. Zuo løber mod nordøst fra sin start ved sammenløbet af de  vietnamesiske floder Peng-floden (Vietnamesisk: Bằng Giang) og Kỳ Cùng-floden. You og Zou mødes lige vest for storbyen Nanning.  Herfra og gennem Nanning hedder den Yong Jiang, og blever først på den østlige side af byen kaldt  Yu. Den løber videre mod nordøst, og sammen med Qiang Jiang ved Guiping og hedder herfra Xun og danner til sidst  Xi Jiang ved sammeløbet med Gui Jiang i Wuzhou.
23°24′N 110°06′Ø / 23.4°N 110.1°Ø